# Zimmermannsches Kaffeehaus

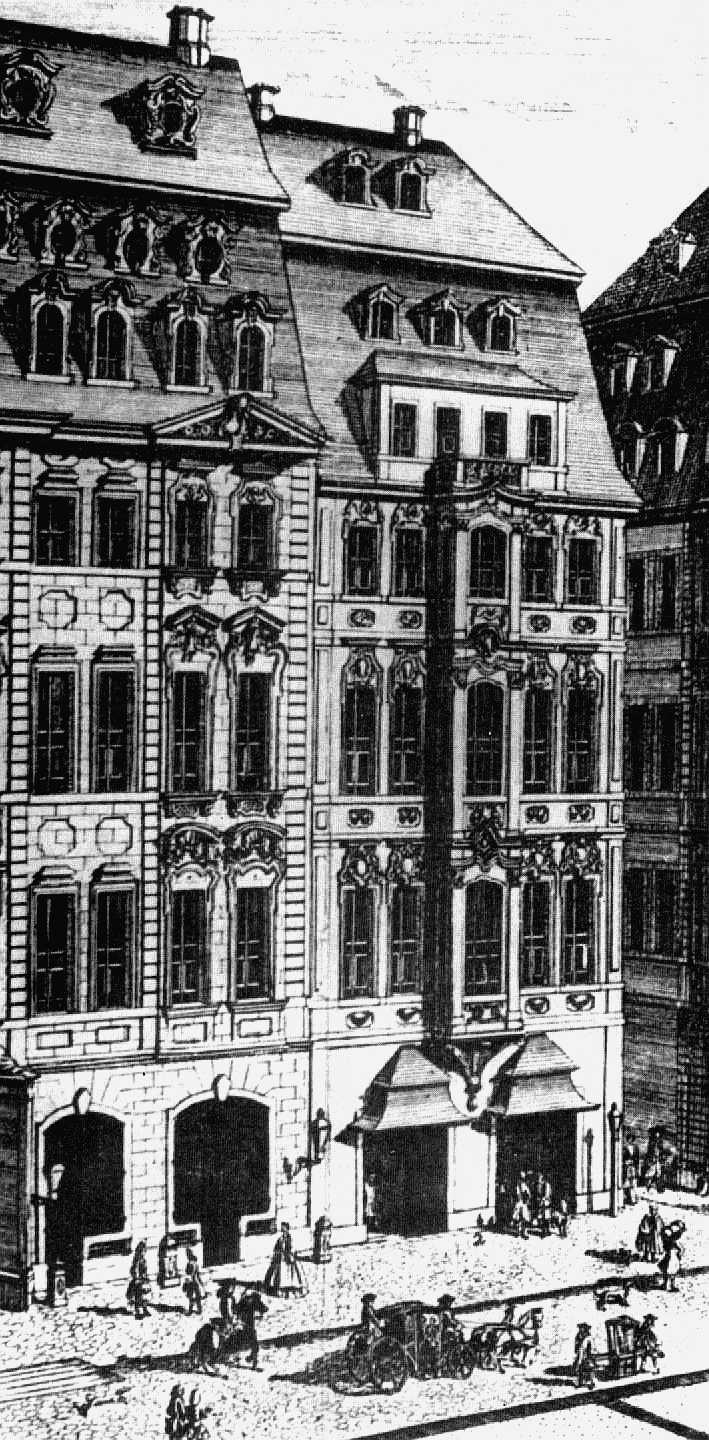
Oertels Haus mit dem Zimmermannschen Kaffeehaus, aus einem Kupferstich von Johann George Schreiber (1720)

Das Zimmermannsche Kaffeehaus, zeitgenössisch Zimmermannisches Caffe-Hauß, seltener Café Zimmermann war ein Café in Leipzig. 

## Geschichte

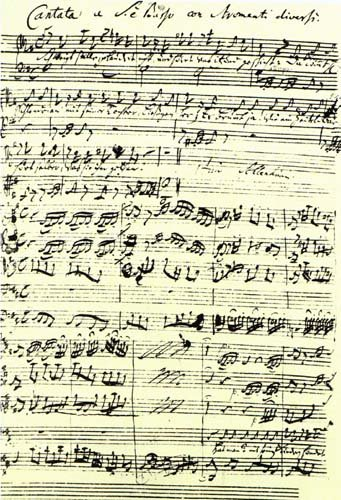
„Schweigt stille, plaudert nicht …“ – Anfang der für ein Konzert im Zimmermannschen Kaffeehaus geschriebenen Kaffeekantate von J. S. Bach (Autograph)

Das Zimmermannsche Kaffeehaus befand sich in dem 1717 von Christian Schellhafer, Besitzer einer Schenke am Markt, erbauten barocken Bürgerhaus (Architekt Christian Döring), das ab 1727 Oertelsches Haus hieß. Das Haus stand in der Katharinenstraße Nr. 14, Ecke Böttchergasse, nahe dem Marktplatz. Die Katharinenstraße war mit ihren Barockbauten eine im 18. Jahrhundert weit über die Grenzen Leipzigs bekannte Prachtstraße.
Das Kaffeehaus wurde betrieben von Gottfried Zimmermann. Dort konzertierte ab 1723 das Leipziger studentische Collegium Musicum, das Georg Philipp Telemann als Student der Rechtswissenschaft 1702 gegründet hatte. Von 1729 bis 1739 leitete Johann Sebastian Bach das Collegium Musicum und führte hier viele seiner weltlichen Kantaten und Instrumentalkompositionen auf. Die Konzerte endeten mit Zimmermanns Tod im Jahre 1741. Sie gelten als Vorläufer der Gewandhauskonzerte, als deren Geburtsstunde die Gründung der musikalischen Gesellschaft Großes Concert 1743 angesehen wird.

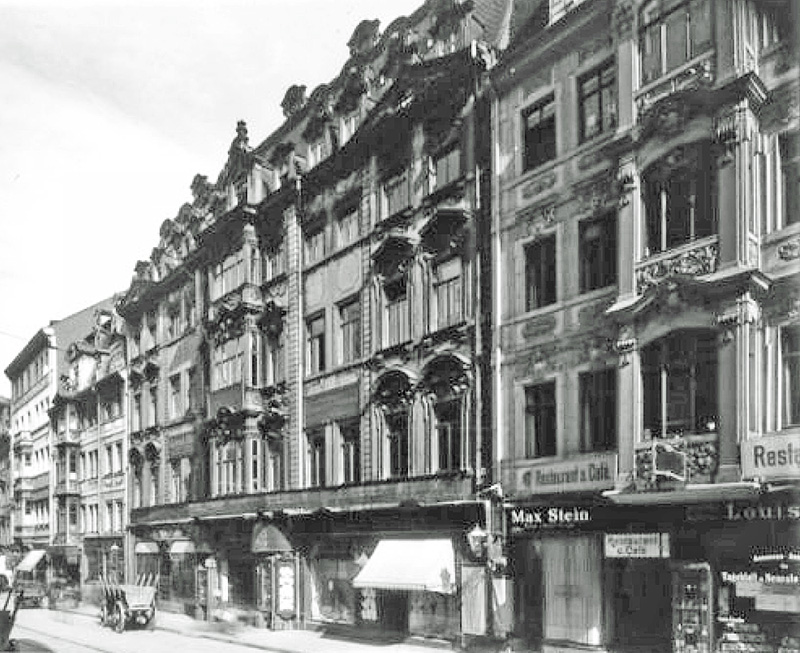
Die Katharinenstraße 1905, rechts das Oertelsche Haus

Der Saal des Zimmermannschen Kaffeehauses bot größeren Musikensembles – auch mit Trompeten und Pauken – sowie etwa 150 Zuhörern Platz. Die ganzjährig wöchentlich, während der drei Messen zweimal wöchentlich veranstalteten, etwa zweistündigen Konzerte fanden im Sommer in Zimmermanns Kaffeegarten am Grimmaischen Steinweg statt, bei etwa gleicher Zuhörerzahl wie im Saal. Obwohl kein Eintrittsgeld erhoben wurde, belebten die Konzerte Zimmermanns Kaffee- und Restaurantbetrieb so sehr, dass er auf eigene Kosten Instrumente für das Collegium Musicum anschaffte.
Das Gebäude wurde durch die Luftangriffe auf Leipzig im Dezember 1943 zerstört. Der Platz blieb über 60 Jahre unbebaut und war Teil des Sachsenplatzes. Jetzt steht an seiner Stelle das von Christoph Kohl erbaute Katharinum, ein Einfassungsbau des Museums der bildenden Künste und Teil des Museumsquartiers.

## Trivia
- 1999 gründete der Violinist Pablo Valetti mit der Cembalistin Céline Frisch in Anlehnung an das historische Aufführungslokal das Ensemble Café Zimmermann, das auf historische Aufführungspraxis von Barockmusik spezialisiert ist und in variablen Besetzungen spielt.[6]
- Seit 2018 sendet aus München das Internetradio Radio Café Zimmermann rund um die Uhr klassische Musik. Der Name ist nach der Leipziger Traditionsstätte gewählt.[7]